# 利梅
利梅（法語：Limé，法語發音：[lime]）是法国上法兰西大区埃纳省的一个市镇，位于该省中南部，属于苏瓦松区。

## 地理
利梅（49°19'18"N, 3°32'53"E）面积5.55 平方千米，位于法国上法蘭西大區埃纳省，该省份为法国北部内陆省份，北起北部省，西接索姆省和瓦兹省，东临阿登省和马恩省，西南至塞纳-马恩省，东北部与比利时接壤。
与利梅接壤的市镇（或旧市镇、城区）包括：布赖讷、塞尔瑟伊、韦勒河畔库尔塞勒、茹艾涅、坎西苏勒蒙。

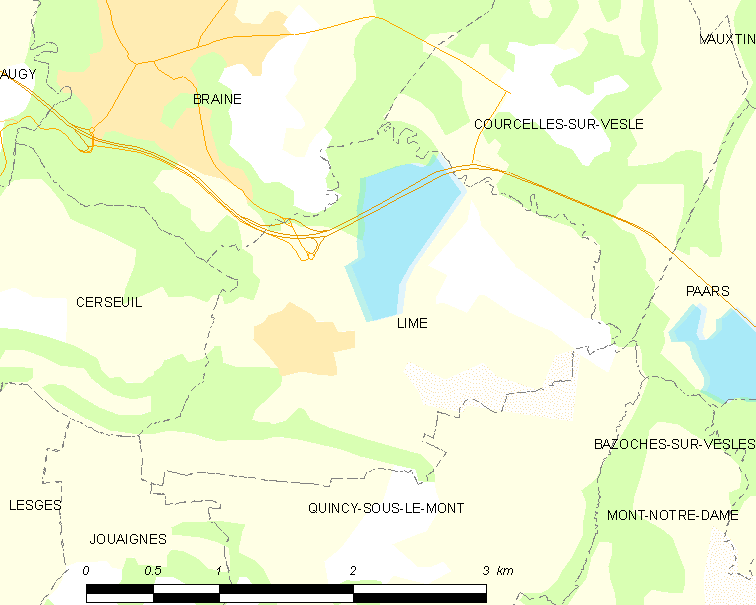
利梅的OSM定位图

利梅的时区为UTC+01:00、UTC+02:00（夏令时）。

## 行政
利梅的邮政编码为02220，INSEE市镇编码为02432。

## 政治
利梅所属的省级选区为塔德努瓦地区费尔县。

## 人口

1962-2008年间利梅人口变化图示

利梅于2022年1月1日时的人口数量为191人。